# Amphinemura alabama
Amphinemura alabama är en bäcksländeart som beskrevs av Baumann 1996. Amphinemura alabama ingår i släktet Amphinemura och familjen kryssbäcksländor. Inga underarter finns listade i Catalogue of Life.